# 小行星4446
小行星4446（4446 Carolyn）是一颗绕太阳运转的小行星，为主小行星带小行星。该小行星于1985年10月15日发现。

## 轨道参数
小行星4446的轨道半长轴为3.9852604 UA，离心率为0.282。